# Entente Sportive Le Cannet-Rocheville Volley-Ball 2017-2018
Questa voce raccoglie le informazioni riguardanti l'Entente Sportive Le Cannet-Rocheville Volley-Ball nelle competizioni ufficiali della stagione 2017-2018.

## Organigramma societario
Area direttiva
- Presidente: Daniel Bussani

Area tecnica
- Allenatore: Dragutin Baltić
- Allenatore in seconda: Kristian Knudsen

## Rosa
| N° | Nome                     | Ruolo | Data di nascita   | Nazionalità sportiva |
| -- | ------------------------ | ----- | ----------------- | -------------------- |
| 1  | Joyce Agbolossou         | S     | 15 gennaio 2002   | Germania             |
| 2  | Romane Pelaprat          | L     | 18 febbraio 1998  | Francia              |
| 3  | Heidy Casanova           | S/O   | 6 novembre 1998   | Cuba                 |
| 4  | Marie-France Garreau Dje | C     | 10 aprile 1992    | Francia              |
| 5  | Matea Ikić               | S     | 25 maggio 1989    | Croazia              |
| 6  | Déborah Ortschitt        | L     | 10 giugno 1987    | Francia              |
| 7  | Olena Charčenko          | C     | 25 novembre 1995  | Azerbaigian          |
| 8  | Marie-Sara Sicard        | P     | 25 novembre 1994  | Francia              |
| 9  | Anastasija Salina        | P     | 30 dicembre 1988  | Russia               |
| 10 | Bojana Živković          | P     | 29 marzo 1988     | Serbia               |
| 11 | Elena Savkina            | S     | 21 giugno 1995    | Russia               |
| 12 | Dayami Sánchez           | S/O   | 14 marzo 1994     | Cuba                 |
| 13 | Rosanna Giel             | C     | 10 giugno 1992    | Cuba                 |
| 14 | Rebecka Lazić            | S     | 24 settembre 1994 | Svezia               |
| 15 | Olympe Desmedt           | S     | 14 agosto 2000    | Francia              |
| 16 | Laura Ong                | L     | 30 aprile 1989    | Francia              |
| 17 | Candice Peter            | C     | 24 marzo 1998     | Francia              |
| 18 | Sara Sakradžija          | S     | 25 marzo 1994     | Serbia               |
| 19 | Delphine Seban           | S     | 24 marzo 1996     | Francia              |
| 20 | Elodie Baret             | S     | 15 ottobre 1998   | Francia              |